# Centrotus laxatus
Centrotus laxatus är en insektsart som beskrevs av William Lucas Distant. Centrotus laxatus ingår i släktet Centrotus och familjen hornstritar. Inga underarter finns listade i Catalogue of Life.